# Фортификации Киево-Печерской лавры

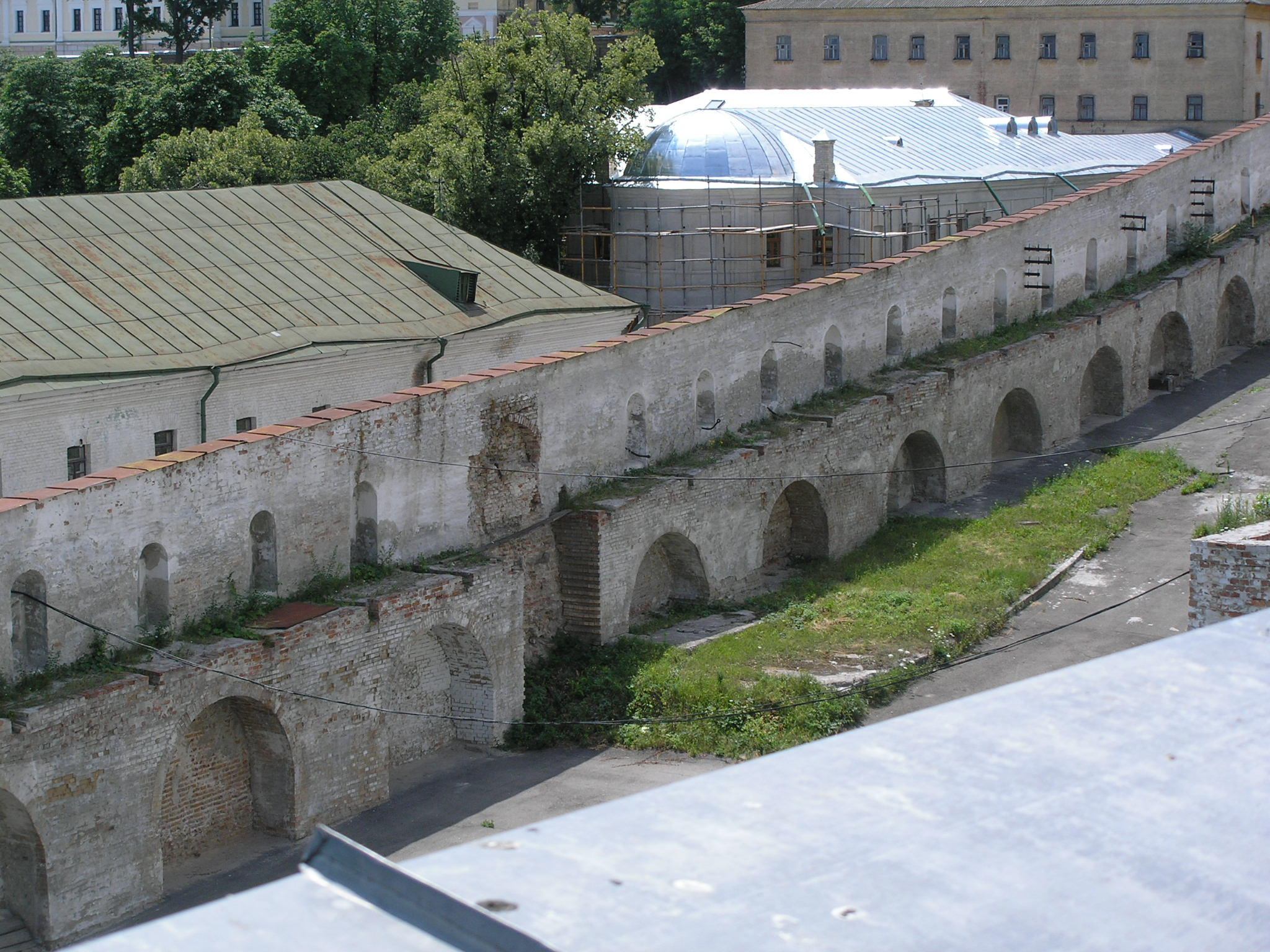
Лаврская крепостная стена (вид сверху).

Фортификации Киево-Печерской лавры — система стен, башен и других сооружений, построенная для защиты Киево-Печерской лавры.
Фортификации монастыря впервые были возведены в конце 12-го века — была построена каменная стена шириной 2 метра и высотой 5 метров. Эта стена была разрушена во время Монгольского нашествия и окончательно извлечена археологами в 1951 году. После монгольского нашествия монастырь был защищён деревянной стеной. В 1679 году гетман И. Самойлович к существовавшим фортификациям добавил ров и новый вал вокруг «верхнего монастыря».
Во время апогея Северной войны гетман И. Мазепа финансировал создание новых фортификационных сооружений, и добавил новую толстую каменную стену с четырьмя башнями.
В 1706 году царь Пётр I организовал строительство так называемой «Старой Печерской крепости». Самые ранние планы этой крепости были сделаны инженером по имени Геллерт. Она была закончена в 1723 году, и состояла из полукруглой цитадели с шестиметровым восточным валом и других фортификаций.
В течение 18-го и 19-го столетий крепость была перестроена заново. В это время Старая Печерская крепость была базой административных и военных учреждений Российской империи в губернском городе Киев.